# HMS Visby (K31)
HMS Visby (K31), är den första korvett av Visby-klassen med smygteknik som utvecklats av Försvarets materielverk och tillverkats av Kockums. Fartyget sjösattes i juni 2000. Totalt tillfördes fem fartyg av Visbyklass svenska marinen (ett sjätte fartyg avbeställdes). 
HMS Visby emottogs av Kungl. Flottan tillsammans med systerfartyget HMS Nyköping (K34) den 17 december 2012.
HMS Visby har bland annat använts i ubåtsinsatsen i Stockholms skärgård 2014.

## Bilder

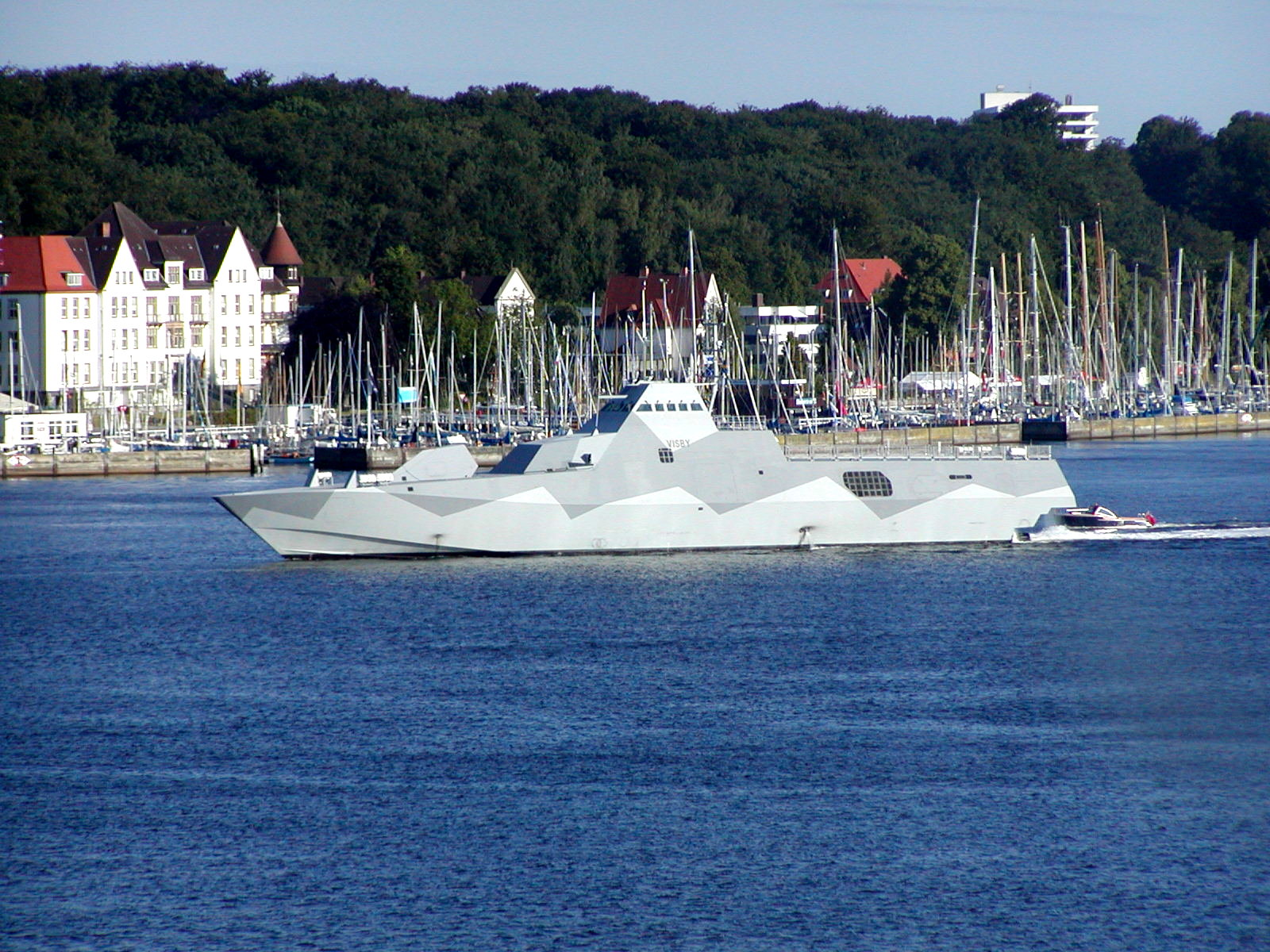
HMS Visby i Tyskland
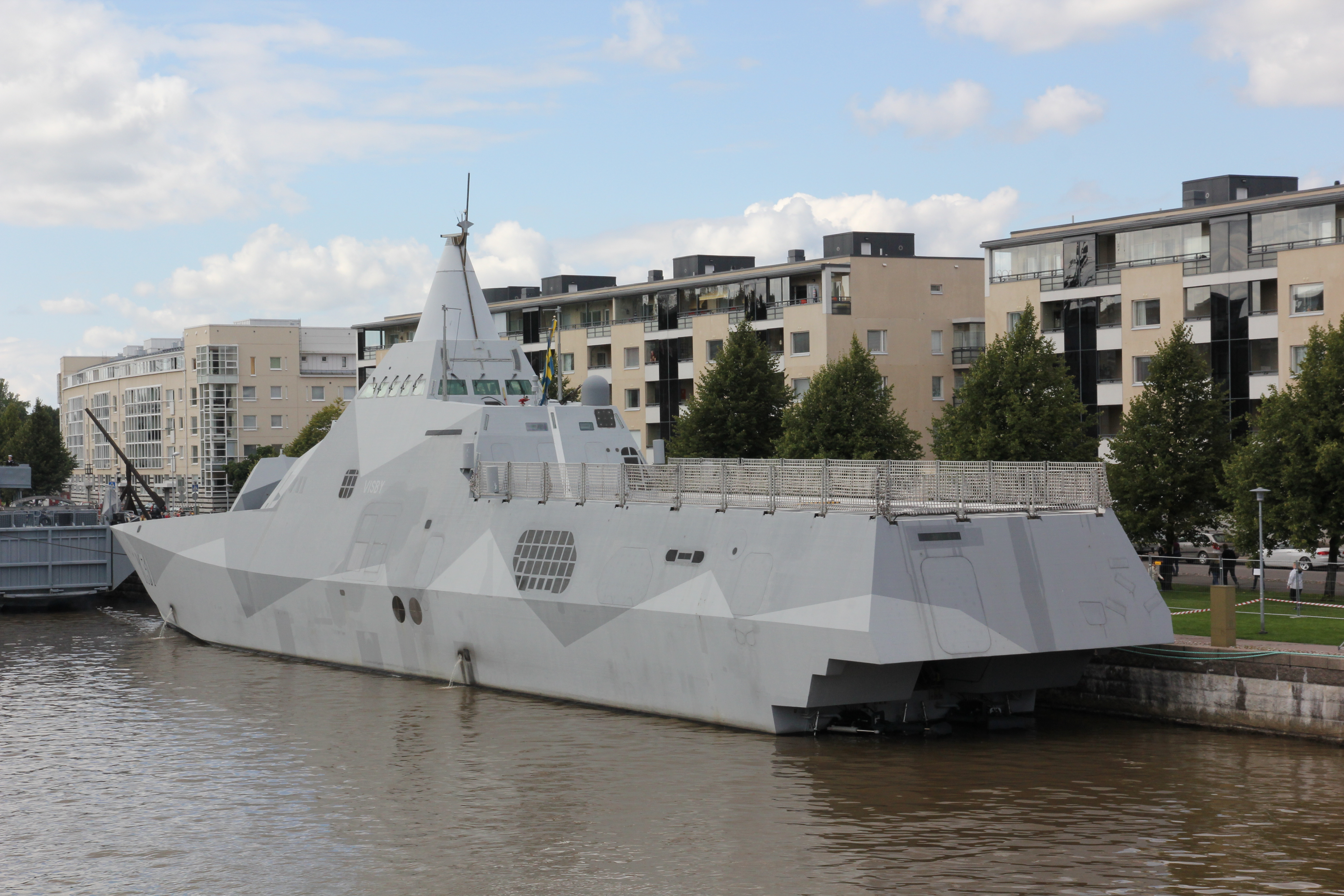
HMS Visby sedd från styrbords låring
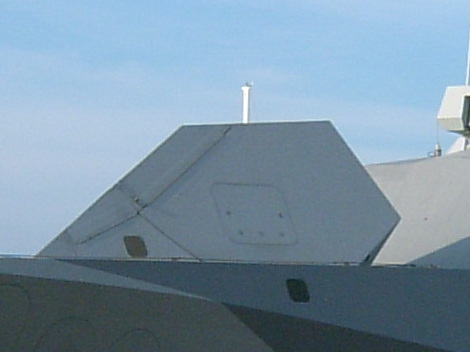
HMS Visby med allmåls-kanonen Mk3 infälld
Fartygets vapen